# Tatjana Doma
Tatjana Doma, slovenska dramaturginja, * 1. februar 1973, Ljubljana.
Trenutno je dramaturginja Slovenskega ljudskega gledališča Celje.

## Življenje
Obiskovala je Osnovno šolo Toneta Čufarja v Ljubljani in Gimnazijo Poljane, takratno Srednjo družboslovno šoli, klasično humanistično smer.
Tatjana Doma je študirala dramaturgijo na Akademiji za gledališče, radio, film in televizijo, kjer je diplomirala leta 1999 z diplomsko nalogo Dramatika Bernarda-Marie Koltèsa in Uprizoritve Bernarda-Marie Koltèsa na slovenskih odrih.

## Delo
V sezoni 1997/1998 je začela sodelovati z MG Ptuj kot praktična daramturginja in urednica gledaliških listov. V MG Ptuj je kot praktična dramaturginja sodelovala pri dvajsetih uprizoritvah. Z MG Ptuj je sodelovala do sezone 2003/2004, ko se je s 1. oktobrom 2003 redno zaposlila v SLG Celje. Kot dramaturginja je ostovala tudi v drugih slovenskih gledališčih (Prešernovo gledališče Kranj, Drama SNG Maribor, Gledališče Koper, Lutkovno gledališče Ljubljana,) in pri neinstitucionalnih gledaliških projektih: Igre na dvorišču (režiser Alen Jelen, Društvo ŠKUC), Atrakcija Polifemo (režiserka Ivana Djilas, Familija in Cankarjev dom), Čas za tango (režiser Primož Ekart, Kopordukcija Pernarčič & Pernarčič, Teater eu in Familija).
Ob praktičnih dramaturgijah piše prispevke v gledališke liste, ki jih tudi ureja, od leta 2008 do 2017 je bila selektorica festivala Dnevi komedije. 
Za odrsko uprizoritev je dramatizirala besedila: Kandid ali optimizem (odrska priredba romana), soavtorica adaptacije in režiserka Ivana Djilas, Drama SNG Maribor, 2009; Atrakcija Polifemo (po motivih pravljice Estrellita Marinera Laure Esquivel), soavtorica adaptacije in režiserka Ivana Djilas, Familija in Cankarjev dom, 2006; Gospod Chance (po romanu Jerzyja Kosinskega Being There), režiserka Ivana Djilas, PG Kranj, 2005; Dvojčici, soavtorica adaptacije in režiserka Ivana Djilas, SLG Celje, 2004; Gregorjevo čudežno zdravilo, režiserka Ivana Djilas, MG Ptuj, 2003. Poleg tega je avtorica uprizoritvene verzije po besedilu Tamare Matevc Grozni Gašper (režiser Jaša Jamnik, Gledališče Koper in SNG Nova Gorica, 2010).
Bila je članica žirije za Žlahtno komedijsko pero (2004- 2018), žirije na drugem festivalu komornega gledališča (2003) in žirije na Festivalu monodrame PtuBibliografija.

### Članki (izbor)
- 2009 Srečni smo danes, na tem temelji naša utvara, gledališki list Kandid ali optimizem
- 2010 V svetu, ki se ga bojimo, ratificiramo le tisto, kar nas ne ogroža …, gledališki list Romanca
- 2011 Mi nismo umetniki, mi smo knapi!, gledališki list Knapi slikarji
- 2014 In kaj ostane, ko spomina ni več, ko ni več identitete?, gledališki list Naše Mesto
- 2016 Lažje je trditi, da je neka stvar ponaredek, kot dokazati, da je original, gledališki list Meglica

### Dramatizacije (izbor)
- 2010 Tamara Matevc Grozni Gašper (avtoriva uprizoritvene verzije besedila), Gledališče Koper in SNG Nova Gorica
- 2009 Rudyard Kipling Knjiga o džungli (avtorica odrske priredbe romana), Lutkovno gledališče Ljubljana
- 2009 Tatjana Doma, Ivana Djilas Kandid ali optimizem (odrska priredba romana), Drama SNG Maribor
- 2006 Tatjana Doma, Ivana Djilas Atrakcija Polifemo (po motivih pravljice Estrellita Marinera Laure Esquivel), Familija in Cankarjev dom
- 2005 Jerzy Kosinski Gospod Chance (po romanu Being There) avtorica dramatizacije, r. Ivana Djilas, PG Kranj
- 2004 Erich Kästner, Tatjana Doma, Ivana Djilas Dvojčici, r. Ivana Djilas, SLG Celje
- 2003 Roald Dahl, Tatjana Doma Gregorjevo čudežno zdravilo, r.Ivana Djilas, Gledališče Ptuj

### Dramaturgije (izbor)
- 2017; Moški brlog, r. Sandy Lopičić, Slovensko ljudsko gledališče Celje
- 2012; Ken Ludwig Sleparja v krilu, r. Boris Kobal, Slovensko ljudsko gledališče Celje
- 2012; Jacqueline Wilson Skrivnosti, r. Mateja Koležnik, Slovensko ljudsko gledališče Celje
- 2012; Georg Büchner Leonce in Lena, r. Ivana Djilas, Lutkovno gledališče Ljubljana
- 2011; Lee Hall Knapi slikarji, r. Samo M. Strelec, Slovensko ljudsko gledališče Celje
- 2000 - 2009
- 2009; François-Marie Arouet Voltaire Kandid ali optimizem, r. Ivana Djilas, Drama SNG Maribor
- 2007; Kajetan Kovič Maček Muri, r. Matjaž Latin, Slovensko ljudsko gledališče Celje
- 2005; Jerzy Kosinski Gospod Chance (Being there), r. Ivana Djilas, Prešernovo gledališče Kranj
- 2001; Arthur Kopit Pot do nirvane, r. Jaša Jamnik, Gledališče Koper
- 2000; Lutz Hübner Marjetka, str. 89, r. Samo M. Strelec, Mestno gledališče Ptuj
- 1990 - 1999
- 1998; Tankred Dorst Ovinek, r. Matjaž Latin, Mestno gledališče Ptuj
- 1997; Morton Harrie O tem se ne govori, r. Samo M. Strelec, Prešernovo gledališče Kranj
- 1997; Paul Maar Oj, čudežni zaboj, r. Peter Srpčič, Mestno gledališče Ptuj
- 1997; Roger Vitrac Viktor ali otroci na oblasti, r. Samo M. Strelec, Mestno gledališče Ptuj
- 1996; Arthur Schnitzler Vrtiljak, Akademija za gledališče, radio, film in televizijo

### Nagrade
1997 študentska Prešernova nagrada za raziskovalni prispevek v zborniku Žrtve, rablji in … (COBISS)

### Intervjuji
Smeha ne podcenjujemo, temveč se ga bojimo
Tatjana Doma o smehu kot odkrivanju veselja do življenja